# 艾莫·海尔曼
艾莫·海尔曼（德語：Aimo Heilmann，1974年10月22日—），德国男子游泳运动员。他曾代表德国参加1996年夏季奥林匹克运动会游泳比赛，获得男子4×200米自由泳接力铜牌。